# Instituto de Psicologia da Universidade Federal de Uberlândia
O Instituto de Psicologia  da Universidade Federal de Uberlândia (IPUFU) surge para atender às demandas do curso de Psicologia da instituição que foi criado em 13 de novembro de 1975. O curso de Psicologia da UFU iniciou suas atividades um ano depois, em 1976, como um dos pioneiros no interior de Minas Gerais oferecendo como modalidade a licenciatura em Psicologia. Seu objetivo inicial era  da suporte aos professores ativos em escolas do segundo grau nas quais eram oferecidos cursos de formação de professores. 
Localizado no campus Umuarama da UFU, o curso de Psicologia pertencia inicialmente ao Departamento de Psicologia, contudo, em 1978, passa a ser vinculado ao Centro de Ciências Humanas e Artes. Em 1979 é criado o Laboratório de Psicologia Experimental, e em 1980 sua clínica começa a funcionar. Em 1990 ocorre a criação do bacharelado em Psicologia e, em 1993, o Departamento de Psicologia se divide em: Departamento de Psicologia (DEPSI) e Departamento de Psicologia Social e Organizacional (DEPSOE). Em razão do fim dos centros de estrutura acadêmica em 1999 os dois departamentos são novamente unificados e criam a Faculdade de Psicologia (FAPSI) da UFU.
No ano de 2004, o Conselho Universitário da UFU muda o nome da Faculdade de Psicologia para Instituto de Psicologia (IPUFU). O IPUFU tem por objetivo a transmissão e sistematização do conhecimento visando possibilitar intervenções de modo crítico na realidade brasileira. Em 14 de novembro de 2002 ocorre a criação do Programa de Pós-Graduação em Psicologia com o mestrado centrado na Psicologia Aplicada. O Instituto de Psicologia da UFU conta com cinco núcleos, são eles: Psicologia Preventiva e da Saúde; Psicologia Escolar e Educacional; Abordagens Cognitivas e Psicobiológicas; Psicologia e Intersubjetividade e Psicologia Social e do Trabalho.

## Ligações Externas
Site do Instituto